# Couche de valence
Ne doit pas être confondu avec Valence (chimie).
La couche de valence ou couche périphérique d'un atome est sa dernière couche électronique partiellement ou totalement remplie. Elle est caractérisée par le nombre quantique principal n le plus élevé. Ce sont les électrons de la couche de valence, appelés « électrons de valence », qui interviennent dans les liaisons chimiques.
La configuration électronique d'un élément est donnée habituellement de façon condensée en ne faisant apparaître de façon explicite que les électrons dans la couche de valence. Les électrons de cœur, qui appartiennent aux couches pleines de nombre quantique principal inférieur, sont régulièrement représentés par la configuration du gaz noble correspondant.

## Électrons de valence dans le tableau périodique
À l'exception des éléments (ou métaux) de transition, la notation en chiffres romains en en-tête de chaque colonne du tableau périodique représente le nombre d’électrons de valence des éléments du groupe.
| Groupe                                  | Nombre d'électrons de valence |
| --------------------------------------- | ----------------------------- |
| Groupe 1 (I) (métaux alcalins)          | 1                             |
| Groupe 2 (II) (métaux alcalino-terreux) | 2                             |
| Groupe 13 (III)                         | 3                             |
| Groupe 14 (IV)                          | 4                             |
| Groupe 15 (V) (pnictogènes)             | 5                             |
| Groupe 16 (VI) (chalcogènes)            | 6                             |
| Groupe 17 (VII) (halogènes)             | 7                             |
| Groupe 18 (VIII ou 0) (gaz nobles)      | 8 (sauf He : 2)               |

Les métaux de transition (groupes 3 à 12) ne figurent pas dans ce tableau : pour ces éléments, il faut décompter les électrons de la couche d dans leur configuration électronique.

## Rôle de l'électron de valence dans les réactions chimiques
En chimie, les éléments qui ont un même nombre d’électrons de valence ont des propriétés chimiques similaires.
- Dans le groupe I, les alcalins (ex. : le lithium) ne contiennent qu’un électron de valence. Tous ces éléments sont des métaux très réactifs, particulièrement avec les halogènes, pour former des composés ioniques. De plus, ces métaux réagissent très vigoureusement avec l’eau, comme par la réaction entre un bloc de sodium solide avec l’eau :

2 Na(s) + 2 H2O(l) ⟶ 2 NaOH(aq) + H2 (g).
- Tel que mentionné précédemment, dans le groupe VII, les halogènes ont sept électrons de valence. À 298 K et 1 atm, le fluor, le chlore, le brome et l’iode sont des molécules diatomiques, dont certaines sont des gaz. Lorsque dissociées, ces molécules (halogènes) diatomiques deviennent des éléments très réactifs, en particulier avec certains alcalins et certains alcalino-terreux. Pour former des composés ioniques. Ces halogènes (toujours sous forme monoatomique) réagissent également avec l’hydrogène et le carbone, entre autres, pour former des composés covalents.

Les éléments du groupe 1 n’ont qu’un seul électron de valence. Ce dernier est relativement éloigné du noyau (sauf pour l’hydrogène) à cause de la présence des électrons internes, qui forment un écran. Cet électron, plus faiblement retenu au noyau, est par conséquent facilement éjectable. Il en va de même avec les deux électrons de valence des alcalino-terreux. À l’autre extrême du tableau périodique, la forte réactivité des électrons des halogènes est entre autres explicable par leur forte affinité électronique, c’est-à-dire leur grande capacité à capter un électron en phase gazeuse. Les halogènes possèdent tous une configuration électronique ns2 np5. Une orbitale p reste à moitié pleine, et est capable d’accepter facilement un électron. Ces tendances expliquent, entre autres, pourquoi les réactions entre alcalins et halogènes, ainsi qu’entre alcalino-terreux et halogènes, sont généralement très exothermiques.

## Électrons de valence et énergie d'ionisation
L'énergie d'ionisation est l'énergie requise pour arracher un électron de valence d'un atome ou d'un ion. L'énergie d'ionisation indique à quel point un atome en particulier retient ses électrons de valence. Lorsque l'énergie d'ionisation est élevée, l'atome retient fortement ses électrons de valence. Au contraire, lorsque l'énergie d'ionisation est faible, l'atome perd facilement ses électrons de valence. Plus l'électron est loin du noyau, plus il est facile de l'extraire. L'énergie de première ionisation, I1, est l'énergie nécessaire pour extraire l'électron le moins fortement retenu au noyau. I1 est beaucoup plus petite que la valeur de I2 (énergie de deuxième ionisation) et ainsi de suite. Au contraire, plus l'électron est proche du noyau, plus il faut de l'énergie pour l'extraire : les électrons internes possèdent une énergie d'ionisation de beaucoup supérieure à celle des électrons de valence. Le tableau suivant montre bien ce concept.
| Éléments | Nombre d'électrons de valence | Énergie d'ionisation (kJ/mol) | Énergie d'ionisation (kJ/mol) | Énergie d'ionisation (kJ/mol) | Énergie d'ionisation (kJ/mol) | Énergie d'ionisation (kJ/mol) | Énergie d'ionisation (kJ/mol) | Énergie d'ionisation (kJ/mol) | Énergie d'ionisation (kJ/mol) |
| Éléments | Nombre d'électrons de valence | 1re                           | 2e                            | 3e                            | 4e                            | 5e                            | 6e                            | 7e                            | 8e                            |
| -------- | ----------------------------- | ----------------------------- | ----------------------------- | ----------------------------- | ----------------------------- | ----------------------------- | ----------------------------- | ----------------------------- | ----------------------------- |
| Li       | 1                             | 520                           | 7 300                         |                               |                               |                               |                               |                               |                               |
| Be       | 2                             | 900                           | 1 760                         | 14 850                        |                               |                               |                               |                               |                               |
| B        | 3                             | 800                           | 2 430                         | 3 660                         | 25 020                        |                               |                               |                               |                               |
| C        | 4                             | 1 090                         | 2 350                         | 4 620                         | 6 220                         | 37 830                        |                               |                               |                               |
| N        | 5                             | 1 400                         | 2 860                         | 4 580                         | 7 480                         | 9 440                         | 53 270                        |                               |                               |
| O        | 6                             | 1 310                         | 3 390                         | 5 300                         | 7 470                         | 10 980                        | 13 330                        | 71 330                        |                               |
| F        | 7                             | 1 680                         | 3 370                         | 6 050                         | 8 410                         | 11 020                        | 15 160                        | 17 870                        | 92 040                        |
| Ne       | 8                             | 2 080                         | 3 950                         | 6 120                         | 9 370                         | 12 180                        | 15 240                        | 20 000                        | 23 070                        |

## Exemple
Pour l'élément P, qui possède quinze électrons, la configuration électronique est 1s2 2s2 2p6 3s2 3p3 (la somme des exposants est égale au nombre d'électrons).
En notation condensée, cela donne : [Ne] 3s2 3p3. La couche de valence est ici la couche caractérisée par le nombre quantique principal n = 3.
La loi de couche de valence : le nombre d'électrons de valence est la somme des électrons ayant le n le plus élevé + les électrons de la couche d précédente incomplète (qui contient moins de dix électrons).